# Peix globus oblong
El peix globus oblong (Takifugu oblongus) és una espècie de peix de la família dels tetraodòntids i de l'ordre dels tetraodontiformes.

## Morfologia
- Els mascles poden assolir 40 cm de longitud total.[4]

## Hàbitat
És un peix demersal i de clima tropical.

## Distribució geogràfica
Es troba des de Sud-àfrica fins a Indonèsia, el Japó i Austràlia.

## Observacions
És inofensiu per als humans.